# سفارة بولندا في الأرجنتين
سفارة بولندا في الأرجنتين هي أرفع تمثيل دبلوماسي لدولة بولندا لدى الأرجنتين. تقع السفارة في وهي تهدف لتعزيز المصالح البولندية في الأرجنتين.

## وصلات خارجية
- الموقع الرسمي
- قائمة سفارات بولندا
- قائمة السفارات في الأرجنتين